# Куяр (река)
Куяр — река в России, протекает по Талицкому городскому округу Свердловской области. Устье реки находится в 323 км от устья Пышмы по левому берегу. Длина реки составляет 24 км.
Населённые пункты от истока: Пульниково, Тёмная, Бор, Ососкова, Куяровское, Яр.

## Название
Возможно, название реки происходит от татарского слова куй — «овечий», то есть — «Овечий яр» или с татарским диалектным ку — «высохший», «сухой», то есть «Сухой яр».

## Данные водного реестра
По данным государственного водного реестра России, относится к Иртышскому бассейновому округу, водохозяйственный участок реки — Пышма от Белоярского гидроузла и до устья, без реки Рефт от истока до Рефтинского гидроузла, речной подбассейн реки — Тобол. Речной бассейн реки — Иртыш.
Код объекта в государственном водном реестре — 14010502212111200007990.